# Má Notícia
Má Notícia é uma pintura de Maria Pardos. A data de criação é desconhecida. Um retrato óleo sobre tela, tem 66 centímetros de altura por 50,5 centímetros de largura. Faz parte da coleção do Museu Mariano Procópio, com o número de inventário 82.21.259. É provável que a obra tenha sido influenciada por Más Notícias, de Rodolfo Amoedo, mestre de Maria Pardos.

## Descrição
O enquadramento da imagem apresenta uma mulher branca, capturada em perfil, sentada e segurando um lenço na mão direita e um cartão na outra, possivelmente uma fotografia fúnebre, identificada pelo contorno preto. A composição enfatiza a emoção da cena, evidenciada pelo olhar baixo direcionado à possível foto e pela expressão de tristeza contida, sugerida pelo lenço branco próximo ao rosto.
A vestimenta da figura retratada é simples, caracterizando um contexto de humildade. Ela veste uma camisa branca com mangas franzidas até os cotovelos e uma saia longa e escura. Na cabeça, utiliza um lenço vermelho amarrado com um nó baixo para trás, deixando visível apenas a franja e parte do cabelo castanho-claro até a altura da orelha. O único adorno aparente é um brinco pendente na orelha esquerda, destacado pela posição de perfil da mulher.
O fundo da imagem não fornece informações precisas sobre o local onde a personagem se encontra. No entanto, o título Má notícia sugere que a mulher está sentada em uma soleira, reforçando a atmosfera de melancolia e introspecção presentes na cena.

## Reconhecimento
Má Notícia compõe o acervo do Museu Mariano Procópio. Sua inclusão na Sala Maria Pardos, conforme mencionado na edição de agosto de 1933 da revista Vida Doméstica. A publicação destacou em numa reportagem sobre Maria pardos a obra, valorizando o trabalho ao lado de outras peças famosas, como Autorretrato e Jardineiro.

## Exposições

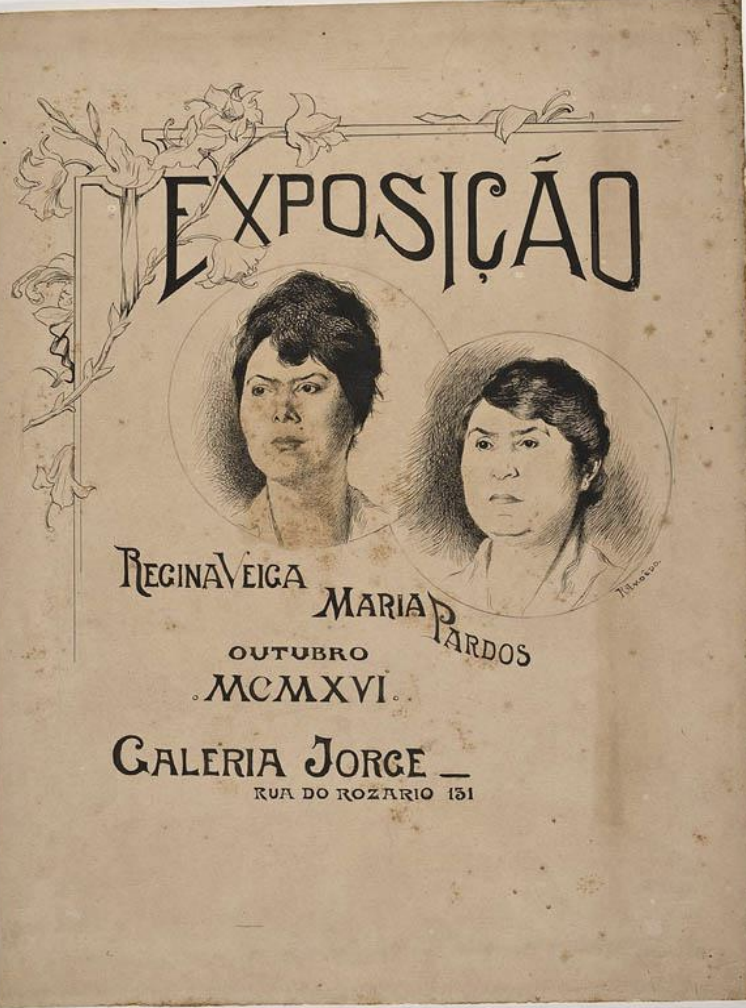
Croqui da capa da Exposição Regina Veiga e Maria Pardos, feita por Rodolfo Amoedo, em 1916

- 1916 - Exposição Regina Veiga e Maria Pardos, na Galeria Jorge.[3]

- 1922 - Inauguração da Galeria de Belas Artes, no Museu Mariano Procópio.[1]